# Нормаль (геометрія)

Вектор нормалі до поверхні у точці збігається з нормаллю до дотичної площини у цій точці.

Норма́ль — пряма, ортогональна (перпендикулярна) дотичному простору (дотичній прямій до кривої, дотичній площині до поверхні тощо). Наприклад, у двовимірному просторі лінія нормалі для конкретної точки кривої простору є лінією, яка перпендикулярна дотичній лінії в цій точці. У тривимірному просторі нормаль до точки поверхні P є вектором, який перпендикулярний дотичній площині для цієї точки P поверхні.

## Пов'язані означення
Вектор нормалі до поверхні у даній точці — це одиничний вектор, що прикладений до даної точки і паралельний напрямку нормалі. Для кожної точки гладкої поверхні можна задати два нормальних вектора, що відрізняються напрямком. Якщо на поверхні можна задати неперервне поле нормальних векторів, то кажуть, що це поле задає орієнтацію поверхні (тобто виділяє одну із сторін). Якщо цього зробити не можна, поверхня називається неорієнтовною.
Аналогічно визначається вектор нормалі до кривої у даній точці. Очевидно, що до даної кривої у даній точці можна прикласти нескінченно багато не паралельних векторів нормалі (аналогічно тому, як до поверхні можна прикласти нескінченно багато не паралельних дотичних векторів). Серед них обирають два, ортогональні один одному: вектор головної нормалі, і вектор бінормалі.